# Largo e Canzonetta
Largo e Canzonetta, op. 6 de Louis Vierne pour hautbois et piano est la deuxième partition de musique de chambre du compositeur, autrement connu pour son œuvre d'orgue.
Composées en 1896, ces pièces sont créées par l'auteur  avec le hautboïste Foucault, le 24 décembre 1896, salle Érard à Paris.

## Composition et création
Les Largo e Canzonetta sont composés en mars 1896. Louis Vierne est encore étudiant au Conservatoire de Paris.
La première audition en public a lieu le 24 décembre 1896, salle Érard à Paris, avec l'auteur au piano, dans le cadre des concerts de la Société de musique nouvelle que Vierne avait participé à fonder.
La partition est toujours inédite.

## Présentation

### Mouvements
1. Largo en mi bémol majeur, à quatre temps (noté ), avec d'importantes modulations vers en fa majeur puis en sol majeur, avant de revenir à la tonalité initiale[3]
2. Canzonetta en fa dièse mineur, à

### Analyse
Dans la production du jeune compositeur, ces Deux pièces « marquent une assez nette évolution par rapport aux pièces pour alto antérieures d'un peu plus d'un an ; la substance musicale est plus dense, les sentiments plus profonds, l'écriture plus originale : on ne peut plus parler ici de musique de salon. Vierne commence à dévoiler son véritable tempérament ».
Ainsi, Franck Besingrand estime que la « Canzonetta pour hautbois et piano affirme, par son écriture ternaire et ses inflexions, une claire référence à Fauré, avec toutefois un chromatisme plus prononcé ».

## Discographie
- Louis Vierne : La musique de chambre, enregistrement intégral — Deux pièces pour hautbois et piano, op. 6 par Christian Moreaux (hautbois) et Olivier Gardon (piano) (17-20 septembre 1993, 2 CD Timpani 2C2019) (OCLC 70597511)

### Monographies
- Franck Besingrand, Louis Vierne, Paris, Bleu nuit éditeur, coll. « Horizons » (no 28), 2011, 176 p. (ISBN 978-2-35884-018-7),
- Bernard Gavoty, Louis Vierne : La vie et l'œuvre, Paris, Buchet/Chastel, 1980 (1re éd. 1943), 322 p.